# Historie cestovního ruchu v Podhradí nad Dyjí

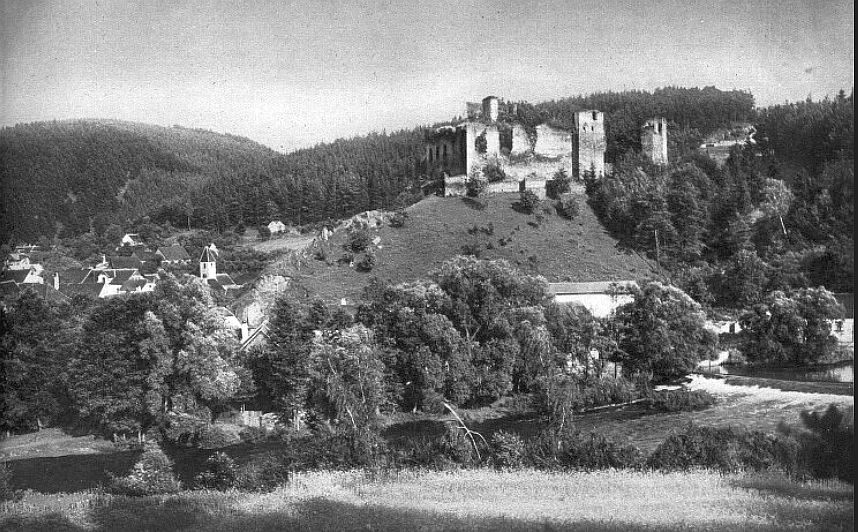
Frejštejn v roce 1932

Historie cestovního ruchu v Podhradí nad Dyjí započala o něco později než v nedalekém Vranově. Ještě před rokem 1900 byl Frejštejn (od roku 1949 Podhradí nad Dyjí) pro mnohé členy znojemské odbočky Rakouského turistického spolku / Österreichischer Touristenklub neprobádanou oblastí, nad kterou od roku 1911 převzal patronát Spolek německých turistů z Brna / Verein deutscher Touristen in Brünn. Místním průkopníkem turistiky se stal Robert Müller, spoluzakladatel odbočky Svazu Němců pro jižní Moravu / Bund der Deutschen für Südmähren a Spořitelního a záložního spolku / Spar- und Darlehenskassenverein ve Frejštejně, který na Dolním mlýně zřídil ubytovací hostinec.
Po vzniku nové čs. republiky začal na území frejštejnského Podyjí, do této doby výhradně německém, působit Klub československých turistů, Sokol a Národní jednota pro jihozápadní Moravu. Nově vybudovaná Vranovská přehrada se sice stala atraktivní i pro širší českou klientelu, ale její studená voda byla příčinou, že velká část dřívějších bítovských hostů si oblíbila Frejštejn. Národnostní rivalita se v cestovním ruchu pozitivně promítla do hustší sítě turistických stezek a do propojení Podyjí s českým a moravským vnitrozemím.
Za druhé světové války sloužila turistická zařízení ve Frejštejně hlavně jako zázemí pro ideologická školení národně-socialistické mládeže a od roku 1942 válečným ubytovacím účelům. Po druhé světové válce byl Frejštejn poznamenán vysídlením původního obyvatelstva, znovuosidlováním a budováním železné opony. Pod parolou socialistického masového turismu v rámci závodní rekreace Revolučního odborového hnutí, tak jak jej započala po odstoupení pohraničí národně-socialistická (dále NS) organizace Deutsche Arbeitsfront s prodlouženou rukou zaměstnaneckých zájezdů NS organizace Kraft durch Freude, utržilo Podhradí nad Dyjí kulturní, sociální a materiální ránu. Ráz krajiny poškodila nejen socialistická privátní chatová výstavba a budování rekreačních zařízení vázaného cestovního ruchu, ale také řízené demolice v rámci budování železné opony a s ní spojené zákazy.

## Rakousko-uherské letovisko
Návrat k přírodě a nový vztah společnosti k ní, prosazující se na přelomu 18. a 19. století (Jacque Rousseau) se na uherčickém panství odrazil v rozšíření zámeckého parku o rozlehlý přírodně krajinářský park s řadou saletů a drobných zahradních staveb, ze kterých se do současnosti dochovala romantická hradní zřícenina a obelisk. Z tohoto období také pochází nejstarší místopisné vyobrazení zříceniny hradu Frejštejna s pohledem na horní splav a mlýn od Friedrich Adolfa Kunikeho (Ansicht der Ruine Freistein an der Taja in Mähren), „otce“ rakouské litografie, z cyklu 198 litografií vydaných ve Vídni v letech 1833–1835 pod názvem „Mahlerische Darstellung aller vorzüglicher Schloesser und Ruinen der oesterreichischen Monarchie”.
Organizovaná turistika se do Podyjí šířila z Vídně (roku 1869 založen Rakouský turistický klub / Österreichischer Touristenklub, dále ÖTK) přes Znojmo (roku 1882 založena znojemská sekce ÖTK) do Vranova (roku 1906 místní skupina Zemského svazu pro povzbuzení cizineckého ruchu na Moravě a Slezsku / Ortsgruppe des Landesverbandes für Fremdenverkehr in Mähren und Schlesien) a později i do Frejštejna (nyní Podhradí nad Dyjí). Hlavním cílem znojemského odboru ÖTK bylo zpřístupnění Podyjí široké veřejnosti a vybudování turistické infrastruktury, dále vydávání průvodců, map a nafocení pohlednic. V roce 1911 si německé turistické spolky rozdělily správu podyjské oblasti. V kompetenci znojemské sekce zůstalo území směrem na východ od Vranova (se Šumvaldem a Vranovskou Vsí) a jižní území od Hardeku směrem na Znojmo. Spolek německých turistů z Brna / Verein deutscher Touristen in Brünn si vzal na starost území od Vranova na západ. Zemský svaz pro povzbuzení cizineckého ruchu na Moravě a ve Slezsku se zasazoval o rozvoj potřebné infrastruktury (železniční a silniční síť, elektrifikaci, telefonní spojení, atd.) Jeho první putovní schůze se konala v roce 1909 ve Vranově. V roce 1913 se uskutečnil ve Vranově „První den cizineckého ruchu” (Fremdenverkehrstag) pro jižní Moravu a Podyjí, kterého se zúčastnili i zástupci z Frejštejna.

### Rozšiřování turistických tras
V roce 1900 zahrnula znojemská sekce ÖTK Frejštejn do průvodce „Führer von Znaim, Retz und Umgebung” (Frain, Hardegg, Schönwald, Liliendorf, Vöttau, Neuhäusel, Kaja, Zornstein, Freistein) / Průvodce po Znojmě, Recu a okolí (Vranov, Hardegg, Šumvald, Liliendorf, Bítov, Nový Hrádek, Chýje, Cornštejn, Frejštejn). Cena průvodce činila 30 korun a příručka obsahovala popis jednotlivých míst, jejich okolí a historii, dopravní spojení, výletní okruhy s turistickým značením, ubytovací hostince a možnost noclehu. Německé turistické spolky používaly ke značení tvarové kosočtverečné značky.
Spolek německých turistů z Brna / Verein deutscher Touristen in Brünn (založen 1899), který měl na starosti také značení v okolí Frejštejna, vydal v roce 1911 průvodce „Führer durch Brünn und Umgebung” / Průvodce po Brně a okolí, v němž mimo základního popisu Podyjí / Thayatal nabízel do Frejštejna tři turistické trasy: po žluto-červené stezce Vranov - Starý Petřín - Penkermühle (Penkýřův mlýn) - Frejštejn (3 h), po žluto-červeno-žluté Starý Petřín - Frejštejn (1 h) a po bílo-černé Vranov - Šafov - Frejštejn (3 h). Brněnský spolek německých turistů spravoval žákovské a studentské ubytovny v Brně, Křtinách, ve Znojmě, Mikulově a ve Vranově. Spolupracoval s německými spolky: Österreichischer Gebirgsverein, Österreichischer Alpenklub, Mährisch-Schlesischer Sudetengebirgsverein, Beskidenverein a Alpine Gesellschaft Preintaler.
Podstatnou úlohu v propagaci letoviska sehrál tisk a propagační fotografie, zveřejněné hlavně v odborných turistických časopisech: „Der Fremdenverkehr”, „Österreichische Touristenzeitung”, „Der Gebirgsfreund”, „Dillinger's Reisezeitung”, „Der Naturfreund” či „Illustrierter Wegweiser durch die österreichischen Kurorte, Sommerfrischen und Winterstationen”.
Frejštýn nad Dyjí, železniční dráha Wien — Gmünd a zastávka Šumvald — Vranov na státní dráze Znojmo — Jihlava — 435 m — mírné klima — městečko se 450 obyvateli — pošta a telegraf v Šafově — pekař — obchodníci — říční koupaliště — veslování — rybaření — lov lesní zvěře — ubytovací hostince: Müller, Walter.

Frejštýn leží 16 km západním směrem od železniční stanice Šumvald-Vranov / Schönwald- Frain a 18 km od železniční stanice Hötzelsdorf —Geras (cena za drožku 6.— K) na pravém břehu Dyje v malebné, ze severu a východu chráněném údolí. Městečko je obklopeno překrásnými lesy, které nabízí možnost k procházkám a výletům po zčásti značených trasách do Vranova, Lančova, Starého Petřína, Bítova, Chýje (Kaja) atd.
Illustrierter Wegweiser durch die österreichischen Kurorte, Sommerfrischen und Winterstationen: Mähren und Schlesien 1913 (překlad)

### Rybářský spolek pro Znojmo a okolí
V roce 1880 byla založena Rakouská rybářská společnost (Österreichische Fischereigesellschaft) a v roce 1885 byl vydán první říšský rybářský zákon (Reichsfischereigesetz). Na Moravě platil tzv. policejní zemský rybářský zákon ze dne 27. prosince 1881, č. 79 mor. z. z. z roku 1882, o některých opatřeních ke zvelebení rybářství ve vnitrozemských vodách a ještě tzv. produkční zemský rybářský zákon ze dne 6. června 1895, č. 62 mor. z. z. z roku 1896, vydaný k provedení výše citovaného rakouského rybářského zákona č. 58/1885 ř. z.
§. 11. Nikdo nesmí ryby loviti, kdož není opatřen „rybářským lístkem“, dosvědčujícím, že jest oprávněn v dotčené vodě ryby loviti. Jedině k lovení ryb v rybnících, jež v celé své rozsáhlosti leží uvnitř uzavřených, aneb zahájených místností, např. v zahradách neb v parcích, není třeba rybářského lístku. Rybářský lístek vydává se vždy na jméno, a sice:
1. pro majitele aneb nájemníky práva k rybářství od politického okresního úřadu;
2. pro třetí osoby od majitelů aneb nájemníků práva k rybářství;
3. pro vody, v kterýchž dosud každý aneb všichni obyvatelé některé obce smí loviti, od starosty pobřežní obce
— bez újmy zákonných ustanovení, kteráž svého času v příčině přikázání práva k lovení ryb v takovýchto vodách se vydají. Formuláře na rybářské lístky ustanoví a vyhlásí politický zemský úřad.
Zákon rybářský ze dne 27. prosince 1881 
V prosinci roku 1905 se sešel přípravný výbor Rybářského spolku pro Znojmo a okolí / Fischereiverein für Znaim und Umgebung (inspektor zemské pojišťovny Ludwig Tulipan ze Znojma, mlynář Robert Müller z Frejštejna, hospodářský ředitel Franz Nikodem z Bítova, Dr. Laurenz Annerl z Vranova, nájemce mlýna J. Schlichtinger z Vranova, revírník S. Krepler z Lukova a hospodářský ředitel Josef Fischl z Jevišovic), který si pronajal revír na úseku řeky Dyje, sahající od Frejštejna až ke Znojmu a rybářský úsek od obce Dobšice (Klein Teßwitz) ke Krhovicím (Gurwitz), v délce 132 km. Do spolku se zaregistrovalo více než 50 členů. Vedle členských rybářských lístků spolek počítal také s lístky pro letní hosty a nečleny. Žádosti o členství přijímalo ředitelství německé Zemské zemědělské a vinařské školy ve Znojmě (Direktion der deutschen Landes-Acker- und Weinbauschule in Znaim). Po schválení stanov zemským místodržitelstvím v Brně 2. května 1906 bylo přikročeno k zakládající valné hromadě spolku, jež se konala dne 27. května 1906.

### Letní byty a ubytovací hostince
Odborný časopis pro cestovní ruch Ilustrovaný průvodce po rakouských lázních, letoviscích a zimních stanovištích (Illustrierter Wegweiser durch die österreichischen Kurorte, Sommerfrischen und Winterstationen) seznamoval také s průměrnými cenami základních potravin. V letní sezoně 1910 stálo ve Frejštejně hovězí masao 1,60 korun, telecí maso 1,60 korun, vepřové maso 1,60 korun, vepřové sádlo 1,90 korun, máslo 2,70 korun, mléko 0,18 korun, vajíčka 0,04 korun.
Vedle majitelů ubytovacích hostinců («Müller», «Walter») nabízelo letní byty v soukromí také další obyvatelstvo. Letní byty (pokoje) bez kuchyně poskytoval: Laurenz Hüttel na čp. 31, Theresia Petz na čp. 1, Anton Karlberger na čp. 65, Franz Steinbrecher na čp. 74, Josef Schindlböch, Matthias Theuerer, Matthias Straschak. Větší komfort pak měly letní byty majitelů uvedených v tabulce:
| NABÍDKA LETNÍCH BYTŮ VE FREJŠTEJNĚ (rok 1913) | NABÍDKA LETNÍCH BYTŮ VE FREJŠTEJNĚ (rok 1913) | NABÍDKA LETNÍCH BYTŮ VE FREJŠTEJNĚ (rok 1913) | NABÍDKA LETNÍCH BYTŮ VE FREJŠTEJNĚ (rok 1913) | NABÍDKA LETNÍCH BYTŮ VE FREJŠTEJNĚ (rok 1913) | NABÍDKA LETNÍCH BYTŮ VE FREJŠTEJNĚ (rok 1913) |
| čp.                                           | POKOJ                                         | KABINET                                       | KUCHYNĚ                                       | CENA                                          | JMÉNO                                         |
| --------------------------------------------- | --------------------------------------------- | --------------------------------------------- | --------------------------------------------- | --------------------------------------------- | --------------------------------------------- |
| 8                                             | 1                                             | -                                             | 1                                             | 160 K                                         | Cyrill Matzinger                              |
| 8                                             | 2                                             | -                                             | -                                             | 120 K                                         | Cyrill Matzinger                              |
| 10                                            | 2                                             | -                                             | 1                                             | 80 K                                          | Franz Jagenteufel                             |
| 15                                            | 1                                             | 1                                             | -                                             | 40 K                                          | Alois Steinbrecher                            |
| 23                                            | 1                                             | 1                                             | -                                             | 50 K                                          | Johanna Turek                                 |
| 24                                            | 9                                             | -                                             | 1                                             | 40 - 80 K                                     | Robert Müller                                 |
| 27                                            | 1                                             | -                                             | 1                                             | 50 K                                          | Franz Hofbauer                                |
| 33                                            | 1                                             | -                                             | 1                                             | 40 K                                          | Ernst Meyerhofer                              |
| 35                                            | 1                                             | 1                                             | -                                             | 30 K                                          | Franziska Schmidt                             |
| 41                                            | 1                                             | 1                                             | -                                             | 60 K                                          | Franz Brazda                                  |
| 45                                            | 2                                             | -                                             | -                                             | 50 K                                          | Wenzel Karlberger                             |
| 57                                            | 1                                             | 1                                             | -                                             | 40 K                                          | Karl Eder                                     |
| 71                                            | 1                                             | 1                                             | -                                             | 40 K                                          | Elisabeth Kotlik                              |
|                                               | 1                                             | -                                             | 1                                             | 80 K                                          | Karl Schmid                                   |
|                                               | 1                                             | 1                                             | -                                             | 60 K                                          | Alois Walter                                  |
|                                               | 14                                            | -                                             | 5                                             | cena podle ubytování                          | Josef Schleinz                                |
|                                               | 3                                             | -                                             | 1                                             | cena podle ubytování                          | Laurenz Hüttel                                |

Rozvoj letoviska zbrzdila první světová válka. V dubnu roku 1917 byla ve Frejštejně situace s potravinami tak špatná, že se obecní úřad rozhodl letní hosty od pobytu v letovisku odradit a v tisku uveřejnil zprávu, že nemůže zajistit jejich zásobování.

## Československé letovisko na státní hranici
Po vzniku Československa musely německé spolky pod trestem zrušení přetrhat kontakty na rakouské centrální organizace a změnit své názvy. Následkem toho byla v roce 1920 sekce Rakouského turistického klubu ve Znojmě / die Sektion des Öesterreichischen Touristenklubs (1883–1920) přejmenována na „Deutscher Touristenklub Znaim“, sdružený pod ústřední organizací „Hauptverband deutscher Gebirgs- und Wandervereine in der Tschechoslowakischen Republik (HDGW)” / Ústřední svaz německých horolezeckých a turistických spolků. V roce 1927 byl založen dolnorakouský svaz pro cestovní ruh v Podyjí „Fremdenverkehrsverband für das Thayatal“ se sídlem v Raabsu an der Thaya, jehož členy se stala československá podyjská letoviska Znojmo, Vranov, Frejštejn a Slavonice její československá sekce sídlila ve Znojmě na Mariánském náměstí čp. 8.
V roce 1919 založil Klub československých turistů (KČsT) odbočku ve Znojmě, která započala reorganizovat celou podyjskou turistiku. Největší spory mezi německé a české turist. spolky vneslo nahrazování německých kosočtverečků pásovým značením a české nápisy na směrových tabulkách. V roce 1925 vznikla pod KČsT župa Podyjská, která po dohodě s Německým klubem turistů ve Znojmě (Deutscher Touristenklub in Znaim) propojila Podyjí s českým vnitrozemím. Frejštejn nyní spojovala mimo tří turistických stezek s Vranovem nová stezka s Bítovem a Uherčicemi. Pod korolupským lesem „Tannenwald” přepravoval letní hosty a turisty přes Dyji zprvu ještě převozník. V roce 1934, kdy byl zbudován u Libuňského mlýna přes Dyji nový železný most, začala obec namísto převozu plánovat stavbu pěší lávky. Roku 1927 vydal KČsT ve sbírce Uhrových průvodců Zobalova průvodce „Podyjí” s podrobnou mapou a 31 obrázky.
Ferdinand Walter si v roce 1926 zažádal u československých úřadů o hostinskou licenci za účelem vybudování ubytovacího hostince s 11 pokoji, ta mu ale nejprve udělena nebyla a to s odůvodněním, že dva hostince v místě jsou dostačující. V roce 1931 již F. Walter nabízel: „Restauraci Ferdinand Walter” s 14 pokoji, penzí 25 korun na osobu za den, vlastní převlékací kabiny. Postupně z ní vybudoval „Hotel-Pension Ferdinand Walter” s vlastními říčními lázněmi a sportovištěm (po roce 1989 „Restaurace na kopečku”, Podhradí nad Dyjí čp. 2).
V roce 1932 byla dokončena německá turistická ubytovna (Jugendheim), kterou v roce 1935 převzala turnerská župa pro jižní Moravu (Deutscher Turnverband-Turngau Südmähren).
„Také v letošním roce bude domov pro mládež ve Frejštejně v provozu v plné rozsahu. Jako každý rok bude v červenci sloužit jako rekreační středisko a v srpnu jako župní školící středisko. Pro mnohé se stal Freistein již letním domovem, proto věříme, že i letos jej poctíte bohatou návštěvou. Němečtí rodiče, posílejte své děti do našeho domova, kde se o ně dobře postarají naši spolehliví vedoucí. Týdenní příspěvky jsou stejně jako v minulých letech pro děti od 70 do 60 Kč, pro dospělé od 80 do 70 Kč. Provoz bude zahájen dne 2. července. Dotazy a přihlášky směřujte na služebnu Jungturnerschaft, Brno, Dr. Mackugasse 3.”
Nikolsburger Wochenschrift 1938
Až do roku 1932 provozoval ve Frejštejně hostinec Ferdinand Liebscher (Gasthaus Ferdinand Liebscher), který nabízel každou neděli též tanec. V roce 1933 získala tento hostinec Národní jednota pro jihozápadní Moravu (selská usedlost „U Liebscherů", nyní čp. 42), kde zřídila český hostinec a posléze i turistickou ubytovnu.
Jenom to, že Frejštejn je vzdálen turistického ruchu v Podyjí, je příčinou, že poměrně málo českých turistů jej zná. Je to oblíbené místo vídeňských letních hostů, kteří v klidné vesničce s nádherným okolím nacházejí příjemný letní pobyt. Obec je úplně stopena v zeleni lesů a v Dyji je ideální koupáni a plování. V místě je český hostinec „U Liebscherů", který zakoupila Národní jednota pro jz. Moravu a upravila jej po stránce restaurační a bude upravován dále, aby mohl posloužiti i ubytováním.
Národní listy, 19.6.1935, s. 8 
Dětský prázdninový domov Irmy Procházkové-Kosecké. Frejštejn n./D. Kursy němčiny. Prvotřídní zaopatření. Dotazy: Brno. Starobrněnská 9.
Lidové noviny, 18.4.1937 
V roce 1932 dokončil Johann Anderle (majitel vranovského hotelu Thaya) novostavbu „Hotelu Riviera” (po roce 1989 ÚZ Riviera MV čp. 67), ve kterém nabízel pokoje s tekoucí vodou, penzí 24 Kč na osobu za den a vlastním říčním koupání. O koncesi k provozování hotelu usilovala taktéž Národní Jednota. Hotel na podzim roku 1935 vyhořel a v roce 1936 byl provoz znovu obnoven. Richard Walter postavil vedle Dolního mlýna (Untermühle) „Hotel zur alten Mühle” (po roce 1989 Hotel Zátiší, Podhradí nad Dyjí čp. 60). Nabízel moderně zařízené pokoje s tekoucí vodou, vlastní říční koupání, dobrou kuchyni pro střední společenskou vrstvu (gute bürgerliche Küche) a prvotřídní nápoje, rybaření a kánoe. Penze před sezonou činila 22 Kč, v hlavní sezoně 24 Kč.
„Ať u libuňského mlýnu, nebo ve Frejštejně, nebo kdekoli jinde, všude máte rovné písčité dno, všude ideální koupání. Na mnohých místech ční nad vodu vápencové útesy s neučesanými sosnami a vysokými diviznami. Za libuňským mlýnem vystoupíte na Bílý kříž, kde se naskýtá podívaná na lesnaté stráně. Ještě pár kroků a jste na rakouské hranici u Hor. Trnávky. Tam Dyje je v zajetí naháčů z Rakouska. Za slunečného dne se brouzdají po vodě loďky a u jezu se vyhřívají «lufťáci».”

„Frejštejn je plný Němců. U Dyje zde bývá každoročně sokolský tábor. Letovisko je vyhledáváno hojně a můžeme říci, že je tu veselo. Podél řeky je blízko k libuňskému mlýnu, kde měl býti letos tábor mladých učitelů. Odtud zakrátko jste v krásných Uherčicích. Veliký velkostatek Collaltův, rozlehlý zámek s parkem a anglickým sadem, památné lipové aleje staleté a překrásné vycházky po okolí. Jezdí se tady autobusem z Jemnice. Autobusem se dostaneš z Uherčic i do starobylých Slavonic na naší a do Drozdovic na rakouské straně.”
Týdeník Horácko, 20.9.1935, s. 3: Krásné Podyjí

### Malý pohraniční styk a pohraniční pásmo
Dne 25. listopadu 1919 uvedlo ministerstvo financí do provozu vedlejší celní úřady II. třídy v Šafově a ve Vratěníně. Provizorní celní budky byly postupně nahrazovány novými budovami. Stavba celních budov na silnicích z Šafova do Langau a z Vratěnína do Unter-Thürnau probíhala od roku 1920 a v roce 1935 započalo ministerstvo se stavbou zázemí finanční stráže ve Stálkách. Pro překročení státní hranice a k pobytu v zahraničí do 24 hodin stačila turistům zprvu jen turistická legitimace, kterou při vstupu do země kontroloval celník. V prosinci 1929 se situace vydáním vyhlášky o celním pohraničním pásmu a dohodě o malém pohraničním styku mezi Československem a Rakouskem změnila. Československé celní pásmo bylo rozšířeno až do hloubky 15 km a každý turista si musel k přechodu státní hranice opatřit za poplatek (6 Kčs) „Průkazku pro výletníky a turisty”, kterou měl vydávat okresní úřad ve Znojmě nebo k tomu v pohraničí zmocněné obecní úřady Podmolí, Liliendorf, Šafov, Frejštejn, Bítov a Hnánice. Taková omezení turistického ruchu zvedla nevoli u turistických organizací českých i německých:
„Při takové praksi lze se nadíti, že raději každý zůstane doma. Podyjí, jehož krásu obdivuje rok od roku více turistů, zůstává takto zavřeno zejména rakouským příslušníkům a našim stejně, chtějí-li na druhou stranu, kde leží mnohé hrady a zříceniny, někdy i 50 kroků od hranic (Chýje, Hardek) a jež si nemohou prohlédnouti zblízka, zejména ne uvnitř. Proto žádám podyjské obce v čele s městem Znojmem, jež je také dotčeno, aby byla provedena nová úpravu malého pohraničního styku a aby bylo zrušeno vydávání propustek turistům a zavedena dřívější praxe. Dále se žádá, aby k vydávání hromadných propustek byl určen místo zemského úřadu v Brně okresní úřad ve Znojmě nebo i obecní úřady a četnické stanice v blízkém pohraničí a aby naši pohraniční strážníci byli blahovolnější při propouštění turistů, vykazujících se turistickými legitimacemi přes hranice, což by vyvolalo u rakouských pohraničních orgánů stejnou blahovůli vůči jejich turistům a tím by turistický ruch v Podyjí nebyl bržděn.”
Lidové noviny - Malý pohraniční styk
Pohraniční pásmo soudního okresu Vranov zahrnovalo obce: Bítov (Bítov, Cornštejn, Peksův Mlýn, Popelná, Vraneč), Horní Břečkov, Čížov, Frejštejn (Bachörtl, Frejštejn, Libuňský Mlýn), Chvalatice, Jazovice, Lančov (Luitgardin Dvůr, Lančov), Liliendorf, Lukov (Nový Hrádek, Lukov, Novohrádecký Mlýn, Umlaufův Mlýn), Milíčovice, Onšov, Oslnovice, Nový Petřín (Červený Dvůr, Nový Petřín), Starý Petřín (Penkýrův Mlýn, Křeslický Mlýn, Starý Petřín), Podmyče, Stálky (Křeslík, Stálky), Šafov, Šreflová, Štítary (Bohany, myslivna ve Švýcarském Údolí, Štítary), Šumvald (Bažantnice, Šumvald), Nová Ves, Vracovice, Vranov (Pointnerův Mlýn, Prostřední Mlýn, Vranov), Vysočany (Hakoňův Mlýn, Koberův Mlýn, Mácův Mlýn, Vysočany), Zblovice.

### Okresní rybářský spolek ve Znojmě
Smlouva o úpravě právních poměrů na státní hranici mezi Československem a Rakouskem z roku 1919 stanovila také tzv. „rybolov a rybochov na mokrých hranicích” (IV. Úprava rybolovu a rybochovu na mokrých hranicích, čl. 39-47). Rybářské lístky ve vodách na státní hranici, vydané osobám oprávněným k provozování rybářství na základě vlastního nebo přeneseného práva tak i rybářské lístky vydané zmocněnci vedoucím rybolovu, musely být opatřeny podobenkami. Zakázán byl rybolov v noci (od západu do východu slunce). Německý Rybářský spolek pro Znojmo a okolí (Deutscher Fischerverein für Znaim und Umgebung) se po vzniku Československa v roce 1924 transformoval na „Okresní rybářský spolek / Bezirksfischereiverein se sídlem ve Znojmě” a stal se přístupným i pro české rybáře. Rakouský rybářský svaz (Österreichischer Fischereiverein) se sídlem ve Vídni se po rozpadu monarchie v roce 1919 přejmenoval na Německo-Rakouskou rybářskou společnost (Deutsch-Österreichische Fischereigesellschaft), která byla v roce 1934 integrována do Rakouského turistického klubu pod novým názvem „Internationaler Sportangler-Club und Österreichische Fischereigesellschaft, Zweigverein des Österreichischen Touringclubs”.
Ušlechtilá snaha. Čilý znoj. okr. rybářský spolek, jenž má nejdelší rayon ze všech rybářských spolků na Moravě, vysadil v letošním roce do Dyje 17 500 kusů línů, 3 920 kusů kaprů, 10 matečných candátů, 50 štik a 1 000 kusů okounů, celkem tedy 22 480 kusů ušlechtilých ryb v nákupní ceně 6 138 Kč. Ryby byly zakoupeny z odlovů rybníků v Plenkovicích, na Náměšťsku, z Hrotovicka, ve Velkém Meziříčí a Štítarech, kapří násada byla vysazena i z vlastních 4 těrných rybníčků, jež má spolek laskavostí ředitele panství Stadnického lesního rady Holuba pronajatý ve Vranově nad Dyjí, známém výletním místě Pražáků a Brňanů, kde tito letní hosté mají o rybařinu postaráno.
Venkov, orgán Republikánské strany zemědělského a malorolnického lidu, 22.01.1929
Po výstavbě Vranovské přehrady pronajal v roce 1936 Zemský úřad v Brně celé přehradní povodí v délce 36 km, rozdělené na revíry Vranov, Nový Bítov a Frejštejn, zemskému Svazu rybářských spolků a družstev na Moravě a ve Slezsku se sídlem v Brně. Rozhodnutí vyvolalo rozhořčení u Okresního rybářského spolku ve Znojmě, který se dosud o tento úsek povodí staral. Nakonec si pronajal mimo povodí Vranovské přehrady zbylé 4 říční revíry na Dyji (asi 125 km). V roce 1936 oslavil znojemský rybářský spolek své 30. jubileum, ke kterému uspořádal rybářskou slavnost. V té době čítal 3 čestné členy, 187 činných členů a 35 čekatelů. Peněžní obrat spolku za rok 1935 činil 46 654 Kč, na hotovosti měl spolek v pokladně 28 644 Kč.
Okresní rybářský spolek ve Znojmě, jemuž právě byla udělena ze zemských prostředků subvence 2000 Kč na vysazovací akci, se opravdu poctivě stará o zarybňování svých revírů, neboť během roku letošního nasadil 84 000 kapříků, 3 600 štik, 2 400 línů, 300 kusů pstruha potočního a 8 000 kusů úhořího montée. Na podzim roku minulého pak nasadil 1 500 candátů.
Moravská orlice, 25.12.1936, s. 5

### Dopravní spojení a autoturistika
Zřízením státní hranice turismus v Podyjí zpočátku trpěl nedostatečným dopravním spojením mezi oběma novými státy. Teprve se zřízením dolnorakouského svazu pro cestovní ruh v Podyjí „Fremdenverkehrsverband für das Thayatal“ v roce 1927 se podařilo zahájit provoz přeshraniční autobusové linky, která spojovala železniční stanici v Šumvaldu s železničními stanicemi v Langau, Drosendorfu a Raabsu an der Thaya. Ze Šumvaldu vyjížděl autobus v 10.00 hodin dopoledne, přejížděl přes hraniční přechod v Šafově a končil ve 14.00 hodin v Raabsu. Autobus z Raabsu vyjížděl v 10.00 hodin dopoledne a do Šumvaldu přijížděl ve 12.40 hodin.
Autobusové spojení denně ze Šumvaldu do Vranova a zpět (připojení k vlakům), z Vranova přes Šafov, Raabs, Hardegg a zpět také denně; z Vranova přes Starý Petřín (k Frajšteinu) do Šafova jezdí autobus vždy v sobotu a pondělí, každou středu a neděli je spojení autobusem z Vranova k Bítovu (na kraj lesa). Autobusové družstvo »Touriste« ve Vranově nad Dyjí jest ochotno pro výletní společnosti vypraviti vůz také jiným směrem, bude-li o to předem požádáno.
Národní osvobození, Do Podyjí!, r. 1927
Dopravní spojení se podstatně změnilo po výstavbě Vranovské přehrady, která byla v roce 1934 uvedena do zkušebního provozu. Přehradou zatopené letovisko Starý Bítov vyhledávala převážně česká klientela a za poměrně velké náklady vybudovaný Nový Bítov nepřinesl kýžené turistické výsledky. Letní hosté neradi zdolávali ve vedrech horský svah a voda v přehradě byla dosti studená. Velká část dřívějších bítovských hostů si proto oblíbila Frejštejn, který nabízel koupání v mnohem teplejší řece a hojnost ryb pro rybaření. Vliv na zvýšení počtu letních hostů měla také vybudovaná pěší lávka přes Dyji, která umožnila turistům propojení s Uherčicemi a Bítovem. Nová autostráda kolem přehrady nahradila příhraniční tah přes Vranov na Slavonice. Autobusové spoje ČSD nyní jezdily na lince Nový Bítov-Cornštejn-Vysočany-Korolupy-Uherčice-Libuňský mlýn-Frejštejn. V srpnu roku 1936 pobývalo ve Frejštejně kolem 400 letních hostů.
S rozvíjející se automobilovou turistikou se objevila potřeba nabídky turistických autotras a automap, vyznačení benzínových pump, autoopraven, lepší kvality silnic a garážování či parkování aut. Síť tmavě modrých čerpacích stanic „Apollo-Benzin” se rozprostírala hlavně na jižní a jihozápadní Moravě: v Brně, Hodoníně (Göding), Velkém Meziříčí (Groß Meseritsch), Třebíči (Trebitsch), Bedřichově u Jihlavy (Friedrichsdorf), Třešti (Triesch), Telči (Teltsch), Dačicích (Datschitz), Slavonicích (Zlabings), Jemnici (Jamnitz), na náměstí ve Vranově (Frain), v Moravských Budějovicích (Mährisch Budwitz), Hrušovanech (Grusbach), Moravském Krumlově (Mährisch Kromau), Břeclavi (Lundenburg) a ve Znojmě (Znaim) na ulicích: Vídeňské / Wienerstraße (Drogerie Waffek) a Pražské / Prager Straße (Automobilové dílny Prchal). Zastoupení a skladiště se nacházelo ve Znojmě u pana J. Kwiatkowski na ulici Brandtova / Brandstraße 4. Firma Apollo nabízela rumunský benzín a pensylvánský motorový olej. Její logo znělo: „Autobenzin rumänisch, Autoöl pennsylvanisch - APOLLO-BENZIN, PENNOIL-MOTOROIL".
Takto stoupá výkon Vašeho motoru - používáním novodobé pohonné látky - Krakovaný benzin značky APOLLO-OKTAN. K tomuto výborný
PREMIER-MOTOROIL. Tylo dva výrobky obdržíte u svého dodavatele, u všech APOLLO-čerpadel a skladech firmy APOLLO-NAFTA, obch. a. s., Praha-Brno-Bratislava.
Moravská orlice, 16.5.1937, s. 69
Znojemská sekce pro cestovní ruch dolnorakouského „Fremdenverkehrsverband für das Thayatal“ nabízela: 1. pronájem automobilů před vlakovým nádražím ve Znojmě, u Hotelu Tři koruny (náměstí Svobody čp. 15), u Hotelu majitele Neswedy (Otakarově náměstí čp. 1) a u Kavárny Korso (Haukova ulice); 2. automobilové linky podle jízdního řádu - ze stanoviště „Hotel Schwarzer Bär“ (Masarykovo náměstí) se jezdilo do Vranova, Želetic a Vídně; ze stanoviště na Divišově náměstí do Hardeggu, Jevišovic, Vranovské Vsi, Mikulovic a Tvořihráze; ze stanoviště u Okresního soudu (Náměstí republiky) do Jaroslavic, Havraníků, Popic a Strachotic.
Veškeré informace k cestovnímu ruchu podávala sekce cestovního ruchu ve Znojmě na Mariánském náměstí čp. 8, jež vydávala také prospekty, zrovna tak městská kancelář cestovního ruchu na Radnici, dále pak mapy a literaturu knižní obchody pana Loose a Bornemanna, znojemské noviny Znaimer Tagblatt (6x týdně) a Znaimer Wochenblatt (2x týdně).
Červeno-bílé čerpací stanice Benzin (BZ) se nacházely v Jemnici (čp. 70 František Dolák, obchodník), Moravských Budějovicích (J. Komenský, strojník), ve Znojmě (Haukova čp. 4, manželé Nováčkovi, autotaxi), ve Vranově na přehradní hrázi (odbor Národní jednoty pro jihozápadní Moravu) a v Šumvaldu (A. Berger, autodílna). Autodílnu na Libuňském mlýně provozoval Emmerich Bauer.

## Středisko národně-socialistické mládeže
V roce 1939 prohlásil hejtman říšské župy Dolní Podunají (Niederdonau) obce Vranov, Frejštejn, Miroslav, Šatov, Šumvald, Znojmo (Landkreis Znaim) a Slavonice (Landkreis Waidhofen an der Thaya) za turistické obce (Fremdenverkehrsgemeinde) a Zemský svaz pro cestovní ruch v Dolním Podunají (Landesfremdenverkehrsverband Niederdonau) vydal dva průvodce: Thayatal, Niederdonau (Podyjí, Dolní Podunají) a Autofahrten in Niederdonau (Autovýlety v Dolním Podunají). Nové žluto-červené čerpací stanice Shell (Shell-Produktemarke Rhenania-Ossag Mineralölwerke AG) se nacházely ve Znojmě a Vranově, ve Frejštejně, v Uherčicích, v Drosendorfu, Liliendorfu a ve Štítarech. Až do vyhlášení války sloužila turistická zařízení hlavně rekreaci pracujících (DAF - Kraft durch Freude), jež zredukovala privátní volný čas na minimum.
Freistein a. d. Thaya, nejkrásnější letovisko romantického Podyjí (jihomoravské Švýcarsko). Bohaté na lesy, pole a slunné louky, vlastní říční lázně s travnatým sportovištěm, jen 2- až 3-lůžkové pokoje s penzí 3,50 RM na osobu, autobusové spojení. Hotel-Pension Ferdinand Walter, Freistein a. d. Thaya, Niederdonau (Jižní Morava).
Neues Wiener Tagblatt, 10. srpen 1939
Letovisko Freistein v krásné zalesněné oblasti Podyjí, moderně zařízené pokoje s tekoucí vodou v bezprašném prostředí, možnost koupání, výlety lodí, rybolov, penze 3,50 RM s dobrou kuchyní a prvotřídními nápoji. Richard Walter, Hotel „zur alten Mühle”, Freistein a. D. Thaya 24.
Neues Wiener Tagblatt, 24. srpen 1939

### Tábory, kurzy pro pracovní nasazení a nouzová ubytování
V létě 1940 převzala turnerský „domov mládeže” a hotel „Riviera” Německá pracovní fronta (Deutsche Arbeitsfront, DAF), která obě ubytovací zařízení zpočátku využívala jako rekreační středisko pro pracující mládež. Od podzimu 1940 byl uveden do života projekt rozšířeného zasílání dětí na venkov (Erweiterte Kinderlandverschickung, KLV), který KLV-tábory zřizoval také v letoviscích župy Dolní Podunají. KLV-tábor pro chlapce byl zřízen ve Frejštejně a pro dívky v Drosendorfu. Vzhledem k tomu, že kvůli vánočním svátkům skončily táborové turnusy pro děti ze vzdálených žup Staré říše (Altreich), byla v prosinci uvolněná místa na čtyři týdny nabídnuta dětem z Vídně a z průmyslových oblastí Dolního Podunají. Přihlášky se podávaly u třídního učitele, u velitele HJ-Bannu a u okresního vedení Národně-socialistického svazu učitelů (NS-Lehrerbund). Od 15. do 23. listopadu 1940 pořádala organizace Svazu německých dívek (Bund deutscher Mädel, BdM) „Glaube und Schönheit” v mládežnické zotavovně pro 24 dívek z okresu Znojmo a Nová Bystřice školící tábor pro nové BdM-vedoucí, s kterými se počítalo pro práci v okolních obcí.
Na začátku léta 1941 rekreační středisko využila na čtrnáct dní znojemská organizace HJ (Hitlerjugend, Bann 586), tentokrát pro chlapecký školící tábor budoucích HJ-vedoucích. V hotelu „Riviera” se od srpna do října 1941 vystřídaly čtyři třítýdenní turnusy akce „Kinderlandverschickung” pro chlapce z průmyslových oblastí žup: Düsseldorf, Westmarka (Západní Marka, Gau Saarpfalz), Franky, Salcburk, Dolní Podunají a Brna. V září 1941 uspořádala znojemská záchranářská organizace Deutsche Lebens-Rettungs-Gesellschaft (DLRG, Ortsgruppe Znaim) v mládežnické zotavovně zdravotnické výukové kurzy pro mládež (HJ a BdM). Národně socialistická péče o blaho lidu ze Znojma (Nationalsozialistische Volkswohlfahrt, NSV) využila od 20. října do 25. října 1941 hotel „Riviera” pro pracovní školení 40 dívek, které měly být nasazeny jako učitelky NSV-mateřských škol (Kindergärtnerinnen der NSV).
V březnu 1942 pořádala NSV ve Frejštejně výukový kurz pro učitelky sklizňových mateřských škol (Erntekindergarten) a na konci dubna 1942 pokračovala týdenním pracovním setkáním, kdy si dívky měly získané vědomosti pro letní pracovní nasazení ve sklizňových školkách procvičit. V květnu 1942 proběhlo ve Znojmě (Staatliches Gesundheitsamt, Znaim, Kolhstraße 4) povolání dívčího ročníku 1924 do Říšské pracovní služby dívek (Reichsarbeitsdienst der weiblichen Jugend): 21. 5. 1942 pro obce Borotice, Hrádek, Vranov, Vranovská Ves, Frejštejn, Hnanice, Mašovice, Dyjákovice, Krhovice, Jaroslavice, Havraníky. Říšskou pracovní službu dívky a svobodné ženy od 16 do 18 let vykonávaly nejen v zemědělství (RAD-tábory), ale také v cestovním ruchu, kde zpočátku pracovaly jako pokojské v menších provozech, v KLV-táborech, NSV-mateřských školách, NSV-domovech pro matky s kojenci či jako pomocnice v rodinách s mnoha dětmi. Odvod ročníku 1926 probíhal v květnu 1943.
V únoru 1943 zavřelo Říšské ministerstvo hospodářství všechny podniky z odvětví obchodu, řemesel a veřejného stravování, které přímo nesouvisely se zásobováním obyvatelstva. Z vyhlášky vyloučilo pouze provozy sloužící wehrmachtu, zařízení KLV-táborů a všechny podobné ubytovací i stravovací podniky. Od pondělí 7. února 1944 začaly z Vídně vyjíždět první přesídlovací vlaky (Umquartierungszug) s matkami a dětmi do bezpečnějších oblastí Dolního Podunají, kde byly ubytovány u rodin, v hostincích nebo pensionech. Do školy ve Frejštejně byla 25. ledna 1944 evakuována chlapecká hlavní škola z Vídně, která zde zůstala až do posledních válečných dnů. V přízemí školy byly pro chlapce zřízeny školní dílny pro výrobu hraček. Vyhlášením totální války v podstatě skončil veškerý veřejný život obyvatelstva. Všechna pohostinství a ubytovací provozy se musely podřídit potřebám totální války. Na přelomu listopadu a prosince 1944 byl v „HJ-domově” umístěn přesídlovací tábor Volksdeutsche Mittelstelle pro uprchlé etnické Němce ze Sedmihradska.

### Sportovní rybaření a výživa německého národa
V dubnu 1938 (po tzv. anšlusu) byla Rakouská rybářská společnost (Österreichische Fischereigesellschaft) pod názvem Okresní rybářské sdružení Dolní Podunají (Bezirksfischereivereinigung Niederdonau) zglajchšaltována pod Říšský svaz německých sportovních rybářů v Berlíně (Reichsbund deutscher Sportfischer in Berlin, RDSF), který byl zařazen do Říšského vyživovací stavu (Reichsnährstand, RNST). V lednu 1939 pak byly všechny rybářské spolky Východní marky (Ostmark) z nařízení likvidačního komisaře přiřazeny k Říšskému svazu německých sportovních rybářů a zároveň rozděleny do tří správních rajónů, které kopírovaly správní hranice Zemského rolnictva. Vedení pro „Oberbezirk Donauland” (Vídeň, Dolní Podunají, Horní Podunají) sídlilo ve Vídni. Další novinka přišla v podobě říšského rybářského lístku (Reichsfischereischein), který vydával Úřad zemského rady (Landrat, dříve okresní hejtmanství) a nahrazoval dosavadní rybářskou knížku (Fischerbüchel). Předpokladem pro získání licence k rybolovu se nově stalo povinné členství v rybářském sdružení. Každý sportovní rybář se tedy musel nejprve zaregistrovat v rybářském spolku. Rybáři z povolání (Berufsfischer) a chovatelé ryb (Fischzüchter) byli organizováni v Zemském rybářském svazu (Landesfischereiverband: Alpenland, Denauland, Südmark).
Chcete-li provozovat sportovní rybaření, a to i když jste k němu pozváni majitelem nebo nájemcem rybářského revíru, potřebujete říšský rybářský lístek. To je policejní povolení k rybolovu. Dříve jsme měli rybářskou knížku, která byla v platnosti tři roky. Od převratu ji nahradil říšský rybářský lístek, který vystavuje policejní oddělení. Bez rybářského lístku nesmí nikdo „spustit vlasec do vody”: každý, kdo loví ryby, jedno z jakého účelu, musí mít lístek, včetně sportovních rybářů. Příslušnost k rybářskému spolku ale rybářský lístek nenahrazuje. To znamená, že rybář musí navíc prokázat vlastnictví vody nebo mít právní dohodu s majitelem či nájemcem vody, ve které loví. Jinými slovy, povolení k rybolovu v potoce nebo řece nebo rybníku nebo jezeře. Toto povolení je stejně důležité jako říšský rybářský lístek. Tyto věci připomínáme hlavně proto, že rybářský lístek se vystavuje na jeden rok. Jinak i po převratu platí pro rybáře staré zemské zákony.
Neuordnung des Fischereiwesens, Do, 2. März 1939

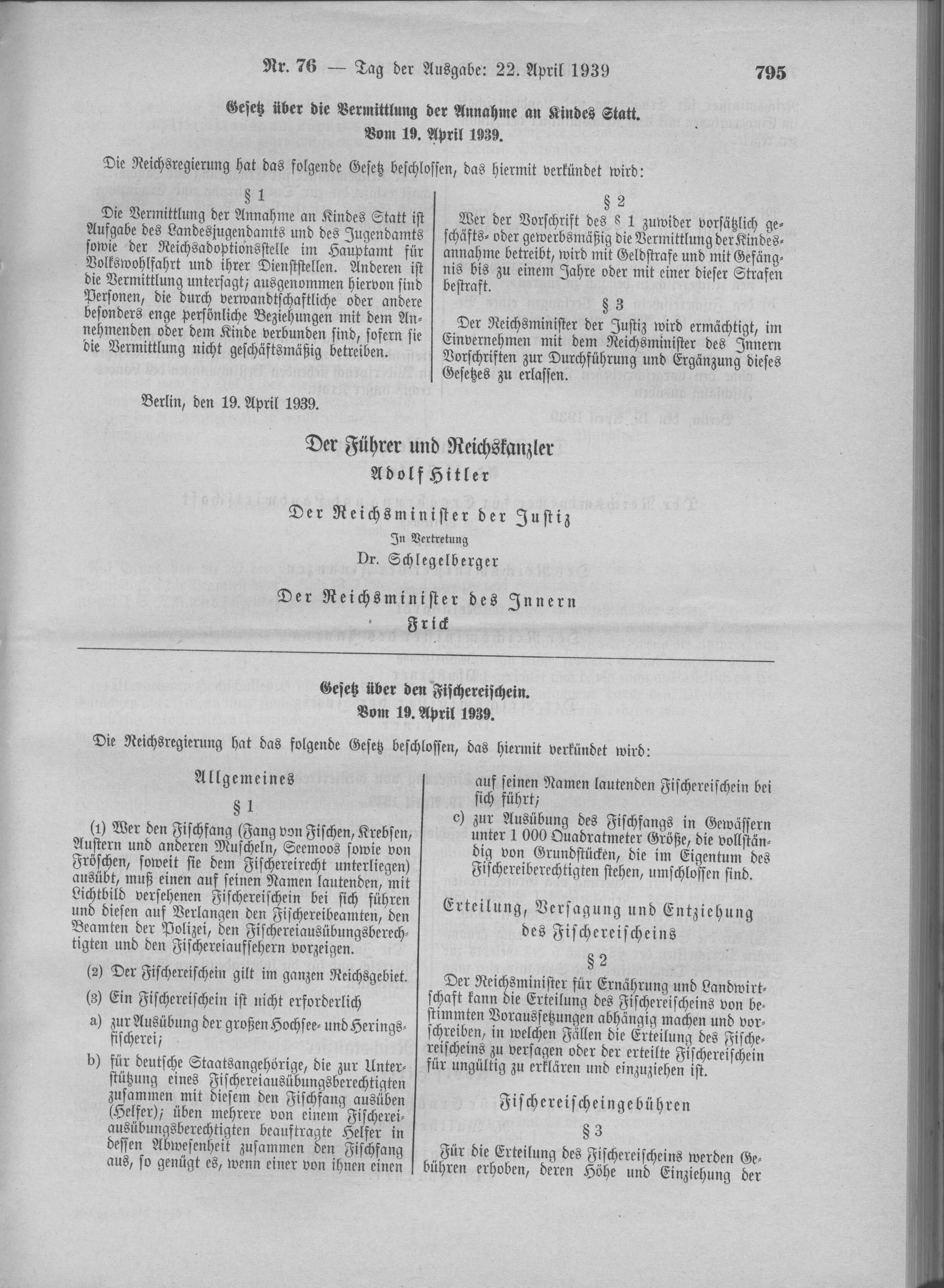
Deutsches Reichsgesetzblatt, zákon z 19. dubna 1939 o zavedení rybářského lístku

Znojemský rybářský spolek, nyní pod názvem „Angelsportverein Znaim und Umgegend”, obhospodařoval na Dyji úsek dlouhý 90 km, na Jevišovickém potoce 24 km a 12 třecích rybníků. Revíry začínaly pod hrází Vranovské přehrady a končily u hranice katastru města Laa an der Thaya. Zpočátku vydával rybářské lístky a licence také k rybaření v oblasti Vranovské přehrady, která patřila státnímu Rybářského závodu Vranov (Fischereibetrieb Frain).
Sportovní rybolov na Vranovské přehradě. Sotva byl rybolov na Vranovské přehradě propuštěn ze správy prozatímního komisaře, začali sportovní rybáři hlásit prvotřídní úlovky: štiky více než 10 kilogramů, pstruzi do 6,26 kg. Stejně tak byli o úctyhodné váze chyceni kapři a líni. Také ti, co se zaměřují raději na okouny, se mohou spolehnout na četný a těžký úlovek. Ve všech místech v blízkosti Vranovské přehrady se mohou sportovní rybáři ubytovat v levných a pěkných pokojích.
Der Bezirksbote für den politischen Bezirk Bruck a.d. Leitha, 1939
V březnu 1944 započal Zemský rybářský svaz pro Dolní Podunají a Vídeň (Landesfischereiverband Niederdonau-Wien) vysazovat na Dunaji, Dyji a části Moravy zásilku 240 kg úhořího potěru z Hamburku: na Dunaji od Kremže až po Petržalku (Engerau), na Dyji od Frejštejna přes Vranovskou přehradu až po Znojmo, část potěru obdržela v Dolním Podunají úsek na řece Moravě a ve Vídni povodí Dunaje v Prátru, na „Starém Dunaji” (Alte Donau) a ramena Dunaje v „Lobau”. Od 15. dubna 1944 ohlásil znojemský rybářský spolek zákaz vydávání rybářských oprávnění k rybolovu (licencí). V květnu 1944 se vysazovaly mladé ryby do Dyje v revírech na úseku Waidhofen an der Thaya — Thaya až k Raabsu, celkem se jednalo o 10 000 kusů, které byly vypěstovány na chovných rybnících regionu Waldviertel. V září 1944 došlo k úpravě revírů a k vyhlášení chráněných úseků ke tření (Laichschonstätten): pro revír Podmolí v úseku od hájovny (Franz-Josefs-Höhe) po proudu až k 1. jezu u Devíti mlýnů, pro revír Znojmo v úseku od zašpičatělé skály naproti kamenolomu po proudu až k obci Milfron, pro revír Erdberg v úseku od cesty do obce Křídlůvky až k mostu. Všechny tyto části řeky byly po obou březích na začátku a na konci označeny cedulemi s nápisem „Laichschonstätten” a na nich vyhlášen celoročně zákaz rybaření.
V době hájení byl zakázán prodej, jakož i podávání ryb a raků v hostincích, výčepech a automatech, pokud nešlo o dodávku ze sádek, či jiných vodojemů a zboží dovážené z ciziny, dále byly stanoveny délky ryb a velikost raků, které se směli lovit a prodávat, upraveny pokyny pro vydávání rybářských lístků a oprávnění k rybolovu, o ochraně rybářské služby a trestní ustanovení. K 1. říjnu 1944 byl Říšský svaz německých sportovních rybářů (RDSF) z důvodu k válečné výrobě převedených zaměstnanců zrušen. Dosavadní výkonný ředitel byl pověřen správou svazového majetku a výběrem členských příspěvků (Beitragsmarken). V případě, že byli předsedové spolku povoláni k vojenské službě, byli povinni za sebe najít náhradu.

## Socialistické rekreační středisko u železné opony
Po únoru 1948 se z přirozené mezistátní hranice mezi Rakouskem a ČSSR stala hranice nepřátelská. V zachovaných pohraničních obcích, kterou bylo i Podhradí nad Dyjí, se podle Martina Pulce, z Úřadu dokumentace a vyšetřování zločinů komunismu, obyvatelstvo potýkalo „s problematickým dopravním spojením, zásobovacími potížemi, s omezeným výběrem pracovních příležitostí i špatným fungováním zdravotní péče, o možnostech kulturního vyžití nelze hovořit vůbec.” Po odsunu Němců byli novoosídlenci po roce 1948 podrobeni selekci, obyvatelstvo komunistickému režimu nepohodlné se muselo z Podhradí nad Dyjí vystěhovat a valná většina z těch, kteří zde zůstali byla s pohraničními složkami provázaná a spatřovala ve složkách PS „záruku klidu a pořádku a partnery zasluhující úctu, pomoc a spolupráci”.

### Obnovení cestovního ruchu v Podyjí
Dne 21. srpna 1946 byla ve znojemské Besedě obnovena činnost Klubu československých turistů, zvolen pracovní výbor a několik podvýborů, které si stanovily pro nejbližší budoucnost úkoly k opětnému vybudování všech nutných předpokladů k rozvoji turistiky a rekreačního ruchu ve Znojmě a v Podyjí. Hlavním úkolem mělo být zřízení rekreačních míst, která za války zanikla. Trausnický mlýn se nacházel v majetku ZME a budova restaurace byla pustá a prázdná, krytina střechy rozebrána a tím se také poslední poschodí budovy nacházelo v neobyvatelném stavu. Druhou, velmi frekventovanou turistickou zastávku a oblíbené rekreační místo Devět mlýnů, převzala vojenská správa, která zde zřídila vojenské rekreační středisko. Nový Hrádek s bytem hajného a turistickou noclehárnou pustl a chátral. Všechna tyto zastávky měly být opět obnoveny.
Dalším významným úkolem, s kterým se počítalo již na podzim roku 1946, mělo být opatření a umístění orientačních tabulek a značkování turistických cest. Klub čs. turistů a Národní jednota hodlaly uplatnit vlastnická práva k motorové plavbě na Vranovské přehradě. Propagační odbor klubu počítal také s vydáním informační knížky a letáčků s obrázky Podyjí a informacemi o ubytování, stravování, dopravním spojení a o všech přírodních krásách a historických památkách. Za tímto účelem navázal spolupráci s Klubem československých fotoamatérů ve Znojmě. Prvořadým úkolem bylo zřízení Turistického domu ve Znojmě s noclehárnou, restaurací, informační kanceláří a klubovnou.
V prosinci byla ve Znojmě obnovena činnost turistické župy Podyjské, jejímž úkolem bylo zakládání místních odborů v celém obvodu župy a soustřeďování turistické práce. Předsedou župy byl zvolen ředitel Národní banky Šmíd, předsedou znojemského klubu až do valné hromady dr. Parma, notář v Mor. Budějovicích. Přihlášky poskytoval jednatel klubu odborný učitel p. Horna a knihkupectví pana Irovského v ulici Dr. Mareše. Tamtéž bylo možné vyplněné přihlášky odevzdat a získávat další informace. Na jarní období byly naplánované společné vycházky.
Klub turistů ve Znojmě využívá zimní sezóny pilně k reorganisačním přípravám pro příští rok. Provádí se nábor členstva, byly vykonány všecky přípravy k novému značkování všech turistických cest v celém Podyjí, aby značkování mohlo býti záhy z jara provedeno, byly objednány orientační tabule, jednáno o definitivní umístění a vybavení turistické noclehárny, zřízení turistické kanceláře atd. Kromě toho uchází se odbor o získání celé řady vhodných objektů v Podyjí k účelům turistickým.
Stráž na Dyji, 20.12.1946 
Rybářské lístky na vranovskou přehradu jsou již vydávány a povolenky obdrží zájemci: ve Vranově na pošt. úřadě, ve Znojmě v Pasteurově 3, ve Frejštejně v hotelu Adam, v Bítově u správy rybolovu, dále v Mor. Budějovicích, Dačicích, v Telči, Jemnici, Třebíči a ve Vel. Meziříčí.
Stráž na Dyji, 26.04.1947
Od 1. června 1947 bylo zahájeno autobusové spojení mezi Znojmem, Vranovem a Brnem. Každou neděli a svátek jezdil do Vranova autobus ČSD, který ze Znojma vyjížděl od vlakového nádraží (v 7, 8, 9 a 13.20 hod.) a zpět odjížděl z Vranova-přehrady v 17.45 hod. (přímo do Brna), 18, 18.30 a 19. hod. Koncesi lodní přepravy po jezeře držel: Klub českých turistů, Národní jednota pro jihozápadní Moravu a J. Prchal. Místní národní výbor ve Vranově se začal pokoušet, aby plavba byla přenechána jejich činitelům pro turistický ruch. O rybářství na přehradě se staral Zemský rybářský svaz v Brně, povolenky se vydávaly ve Vranově, Bítově a Frejštejně.

### Ubytovací zařízení do roku 1948
Po konfiskaci německého majetku se všechny tři ubytovací hotely (Riviera, Richarda Waltera a Ferdinanda Waltera) nacházely nejprve pod národní správou. Hotel Ferdinanda Waltera spravoval Jan Adam, který už v roce 1946 inzeroval v průvodci „Kam letos na dovolenou?”, vydaném Zemskou úřadovnou Ústředního svazu pro cizinecký ruch v Brně.
FREJŠTEJN. Železniční stanice Šumvald-Vranov (22 km), autobus ze Šumvaldu, pošta Šafov, lékař ve Vranově (15 km). Koupání: řeka. Vycházky: Podyjí i Vranovskou přehradou, Bítov, Cornštýn, rybolov, vodní sporty. Jan Adam, ubytovací hostinec, 16 pokojů, ceny podle jídelního lístku, lůžko 30 Kčs.
Kam letos na dovolenou, 1946, s. 52
O turistické ubytovny měla zájem Okresní péče mládeže (OPM) ve Znojmě, která provozovala ve dvou turnusech prázdninové osady ve Starém Petříně (pro 300 dětí) a ve Frejštejně (pro 160 dětí). V chatě nad zříceninou hradu (bývalý Jugendheim turnerské župy) ubytovávala po dvou až třech týdnech 120 učňů ze základních odborných škol. V budově školy využívala v létě ubikaci pro 40 dětí a dalších 40 se rekreovalo v novém stanovém táboře pod hradem, přičemž zde bylo počítáno se stavbou nového srubu pro kuchyň a polokrytou jídelnu s kapacitou pro 80 dětí. Ve Frejštejně se rekreovali převážně tovární dělníci z Třebíče (Baťa a Bukva) a děti odtud. OPM Znojmo plánovala ve Frejštejně také rekreaci rodin s dětmi ve věku pod 6 let, ke které hodlala využívat dosud volné usedlosti po odsunutém německém obyvatelstvu.
V listopadu 1947 započala oblastní úřadovna osidlovacího úřadu (OÚ) ve Znojmě s přídělovou akcí drobných konfiskovaných živností. Po ukončení živnostenských přídělu pokračovala s přídělem rodinných domků, konfiskovaných podle dekretu č. 108. V téže době přikročil Národní pozemkový fond (NPF) k zaknihování na jednotlivé osídlence, kteří museli za tímto účelem nejpozději do 20. 11. 1947 předložit: osvědčení o státní a národní spolehlivosti, osvědčení o mravní zachovalosti, zemědělskou kvalifikaci (pro oba manžele). Osídlenci, kteří vlastnili ve vnitrozemí majetek a neobdrželi od Národního pozemkového fondu souhlas k prodeji, byli povinni doručit Osidlovací komisi ministerstva zemědělství opis pozemkového archu, výpis z pozemkové knihy o vlastním majetku ve vnitrozemí a zároveň podepsanou plnou moc na předepsaných tiskopisech. Osídlenci, kteří nezaplatili nebo jen velmi málo ze splátek za přidělený majetek, nebyli do knihováni započteni a museli žádat o odklad.

### Ubytovací zařízení volného cestovního ruchu po roce 1948
Po únoru 1948 a následném znárodnění přešel ubytovací hostinec Jana Adama (Hotel Ferdinand Walter) do správy Československé obce sokolské (ČOS), která za tímto účelem zřídila družstvo „Vzlet“. Hotel Zátiší (Hotel zur alten Mühle) a Hotel Jana Adama nakonec připadl Lidovému spotřebnímu družstvu Jednota Znojmo (po sloučení v roce 1960 Lidovému spotřebnímu družstvu Jednota Znojmo se sídlem v Moravském Krumlově), v jehož držení zůstal až do roku 1991. V roce 1958 poskytovalo družstvo „Jednota” v obou zařízeních (Hotel Zátiší a ubytovací hostinec Podhradí) 30 a 40 lůžek.
Služby stravovací a ubytovací nabízely v okolí Vranovské přehrady také: ve Vranově nad Dyjí národní podnik „Restaurace a jídelny” (RAJ), Okresní podnik rekreace Znojmo se sídlem ve Vranově, v ubytovnách národní podnik „Turista” a „Informační středisko družstevního pohostinství“ (od roku 1960 „Družstevní cestovní kancelář Rekrea“). V roce 1967 „Rekrea“ v Podhradí nad Dyjí inzerovala v hotelu „Jednoty” (Hotel Zátiší) dvoulůžkový pokoj za 18 Kčs na den, stravování podle výběru, polodenní stravování za osobu na den od 15 Kčs výše. V roce 1983 bylo možné v letní sezóně od 1.6 do 31.8. ubytování v Hotelu Zátiší (cenové kategorie C), v turistické ubytovně a ubytovacím hostinci s restaurací (IV. cenové kategorie), kde se nacházel též obchod Jednoty.

### Sokolská štafeta
Dne 11. září 1949 zde začínala jedna ze Sokolských štafet, které končily na Manifestaci práce a budování v Gottwaldově údolí v Brně-Líšni. První paprsek štafety startoval v Opatově, druhý v Dalečíně, třetí paprsek v Podhradí nad Dyjí a pokračoval přes Vranov nad Dyjí, Znojmo, Lechovice, Moravský Krumlov, Dolní Kounice, Ořechov, Horní Heršpice, Komárov a Černovice na státní silnici Brno-Olomouc, čtvrtý začínal v Lanžhotě a pátý v Želči. Všech pět paprsků se pak spojilo na odbočce Brno-Líšeň a pokračovaly do Gottwaldova údolí.
Kolem 12. hodiny se spojí všech pět štafet před Líšní, aby ve 12:30 hodin dorazilo do srdce Gottwaldova údolí a odevzdalo svá poselství do rukou soudruha Zápotockého, soudruha Šlinga, soudruha Vybíhala a bratra Truhláře. V té chvíli budou již mít za sebou vystoupení olympijské družstvo žen a vybrané družstvo mužů, kteří vystoupí v Líšni již během dopoledního programu.
Rovnost, 07.09.1949

### Vojenské zotavovny
Do působnosti Zdravotnické správy MNO spadalo od roku 1950 i oddělení “Vojenské rekreační péče”, přejmenované v roce 1951 na “Vojenské zotavovny a ozdravovny”. Od roku 1954 řídilo “Vojenské zotavovny a ozdravovny” velitelství vojenských okruhů a administrativně-hospodářské správy MNO. Vojenské zotavovny měly sloužit k aktivnímu odpočinku vojákům z povolání a jejich rodinným příslušníkům, vojenským důchodcům, účastníkům odboje a zaměstnancům vojenské správy. V roce 1959 došlo k převedení lázeňské péče do působnosti Správy vojenských lázeňských a rekreačních zařízení, která zároveň převzala řízení vojenských zotavoven a ozdravoven.
V „Hotelu Riviera” byla v roce 1951 umístěna 4. rota Pohraniční stráže Znojemské brigády, která byla v rámci budování železné opony v roce 1952 přemístěna blíže státní hranici do Uherčic (později Vratěnína). Hotel již zůstal v držení ministerstva vnitra a byl využíván jako zotavovna MV (po roce 1989 Krajské ředitelství policie Jihomoravského kraje, Kounicova 687/24, Veveří, 60200 Brno). Původní hotelovou budovu nahradil po roce 1989 nový rekreační areál, ke kterému patří i budova bývalé četnické stanice a později stanice SNB (čp. 78).
 ZOTAVOVNA MIN. VNITRA „Riviéra” v Podhradí nad Dyjí (okres Znojmo) přijme vedoucího kuchaře (kuchařku), 10 let praxe, za výhodných plat. podmínek. Ubytování a stravování zajištěno v zotavovně. Možnost zaměstnáni pro manželku. Nástup 1. června 1969. Mohou se hlásit i důchodci jen na sezónu od 1. 6. do 15. 9. za stejně výhodných plat. podmínek.
Rudé právo, 4.5.1969, s. 4

### Vázaný cestovní ruch - závodní rekreace a pionýrské tábory
Na konci padesátých let sloužilo Podhradí nad Dyjí (nový název obce od roku 1949) jako rekreační středisko odborářské rekreace hlavně zaměstnancům oceněných závodním výborem ROH výběrovým poukazem. V 70. letech činila cena jednoho dne výběrové rekreace u dospělého 40 Kčs (mimo sezonu 30 Kčs) a u dítě 20 Kčs. K navýšení ceny výběrových poukazů došlo po zavedení kategorizace zotavoven v roce 1981. V 80. letech se do popředí stranického zájmu dostala rodinná podniková dovolená. Cena ROH rekreace se vypočítávala ze základního stravního normativu, k němuž se připočítávalo učňům a dětem 10% z celkové ceny rekreace pracovníkovi, rodinnému příslušníkovi 30% a ostatní platili plných 100%.
- ROH Rekreační středisko n. p. Závody Gustava Klimenta (ZGK) – BOPO (nyní Rekreační středisko Borovina) v zátoce nedaleko Penkýřky na sever od obce (Prausův les),[111][112][113][114][115]
- ROH Rekreační středisko Královopolská strojírna, n. p., Brno (nyní Rekreační areál Králinda),[116]
- ROH Rekreační středisko Jihomoravské pivovary, n. p., Brno,
- Pionýrský tábor n. p. Dřevotvar Znojmo v zátoce (lokalita Prausův les) na severu obce nedaleko zátoky Penkýřka (nyní soukromé Rekreační středisko Dřevotvarka, Podhradí nad Dyjí ev. č. 247),[117][118][119]
- Pionýrský tábor OSP Znojmo (Okresní stavební podnik Znojmo), využívající tábor n. p. Dřevotvar Znojmo v lokalitě Prausův les[120][121]
- Pionýrský tábor Pohraniční stráže[122]
- PO SSM tábor Odborné učiliště n. p. ČSAO - KNV Brno (nyní Integrovaná střední škola automobilní Brno, č. ev. 264) v zátoce (Prausův les) na severu obce nedaleko RS Dřevotvarka.[123][124][125][126][127]

V červnu 1967 obdržel v Podhradí n. Dyjí Okresní dům pionýrů a mládeže ve Znojmě budovu bývalé německé školy, kterou využíval jako turistickou základnu a pro pořádání pionýrských táborů. Ve Ctidružicích držel od škol. roku 1960/61 budovu hájovny u Dorůtek, kde se mu podařilo vybudovat plavecké výcvikové tábory (nyní rekreační zařízení Domu dětí a mládeže ve Znojmě). Ve stejném roce získal i hájovnu na Šumné (nyní čp. 1), kterou musel ve škol. roce 1963/64 vrátit Státním lesům a letní tábory se přestěhovaly do bývalé pily v Bojanovicích. Pionýrská setkání pořádal také v Hamrech v Podhradí nad Dyjí.

### Střežené rekreační středisko a spolupráce s PS

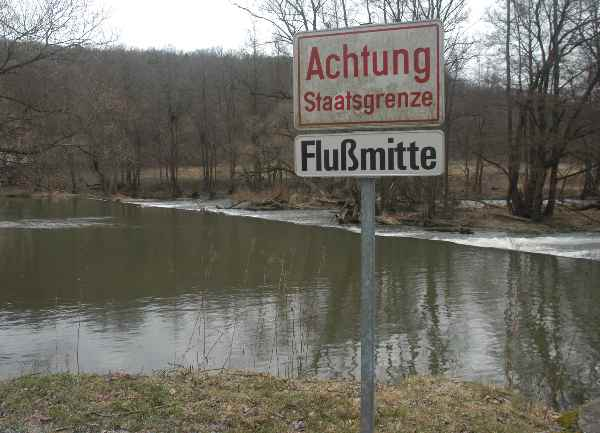
Řeka Dyje, tvořící státní hranici

V roce 1945 se Frejštejn nacházel v celním pohraničním území (široké 10-15 km od státní hranice do vnitrozemí), kde působily pohraniční složky SNB. Život obyvatelstva v něm nebyl nijak výrazně usměrňován. V dubnu 1950 bylo ve Frejštejně (jako místě působení PS) vyhlášeno hraniční pásmo. Jeho vnější hranici tvořila hraniční čára, vnitřní hranici podél nejpoužívanějších cest označovaly výstražné cedule, popř. bíločervené terče. Vstup do hraničního pásma byl jen na povolení, které museli mít i příslušníci všech ozbrojených složek. Od setmění do svítání bylo zakázáno se v něm pohybovat mimo veřejné cesty, silnice a železnice. O rok později byl okres Znojmo prohlášen (také okolní okresy Dačice a Moravské Budějovice) pohraničním územím, které se dělilo na tři pásma: zakázané, hraniční a pohraniční. Vnější hranice zakázaného pásma probíhala přibližně dva kilometry od státní hranice.
Hraniční pásmo, ve kterém se nyní Frejštejn nacházel, sahalo až 15 kilometrů do vnitrozemí. Vstup do něj byl možný jen na zvláštní povolení; povolení pro trvalý nebo přechodný pobyt vydával oddíl StB ve Znojmě. Pro osoby zdržující se v hraničním pásmu platil zákaz vstupovat bez povolení od setmění do svítání na území mimo veřejné cesty, silnice a železnice. Přibližně do hloubky 8 kilometrů od hranic byly z komunikací odstraněny veškeré orientační tabulky a pomůcky. Státní „spolehlivost“ obyvatel v Podhradí nad Dyjí určovala komise při ONV ve Znojmě (předseda ONV, příslušný úředník ONV) a okresní velitel Národní bezpečnosti v součinnosti se zástupci PS, kteří podávali své požadavky k vysídlení „nespolehlivého“ obyvatelstva. Veškeré budovy, které neměly přejít do správy Ministerstva vnitra (MV) nebo Ministerstva národní obrany (MNO), byly určeny k demolici. PS v zakázaném a hraničním pásmu rozhodovala a osobovala si právo na udržování pořádku, na prověřování a kontrole zde žijícího obyvatelstva.
Pohraniční stráž se také už od svého vzniku snažila získávat širokou podporu místního obyvatelstva (od počátku 60. let zapojení do soutěže o titul „Vzorná pohraniční obec“, organizování kroužků Mladých strážců hranic při PO SSM). V polovině 60. let došlo ke zrušení původní hloubky hraničního pásma na vzdálenost 1-3 km od státní hranice. I tak zůstal prostor rekreačního střediska taktickým územím, kde se vedle PS pohybovaly také kontrolní hlídky (pro průzkum, kontrolu vozidel, vlaků, autobusů a osoby), pátrači v civilu, dále z řad dobrovolníků místního obyvatelstva pomocníci PS (Pomocníci pohraniční stáže, PPS) a v době potřeby i poplachové hlídky.
„Vnější hranici hraničního pásma tvoří státní hranice. Vnitřní hranice hraničního pásma je vedena pokud možno podél cest a po čarách vyznačujících terénní celky. Stanoví se v souladu s potřebami ochrany státních hranic přibližně do hloubky 1000–3000 m do vnitrozemí, měřeno kolmo od státních hranic. Vnitřní hranice hraničního pásma je označena v terénu na všech veřejných cestách (silnicích, polních a lesních cestách, pěšinkách) vedoucích do hraničního pásma výstražnými tabulkami v takovém počtu, aby průběh hranice byl zřetelný. […] V hraničním pásmu není dovoleno umísťovat v terénu orientační pomůcky jako tabule, turistické značky, mapy, rozcestníky, ukazatele směru, vzdálenosti aj. […] Orientační pomůcky označující místa v hraničním pásmu se zpravidla neumisťují ani v území mimo hraniční pásmo.“
AMV, RMV č. 20, 1964
Služba PPS sestávala z pozorovací a obchůzkové činnosti, z včasného informování PS o „narušitelích“, pomocníci PS hlídkovali na přístupových silnicích směřujících k hranicím, působili jako průvodci a pozorovatelé, jako ochrana státního a družstevního majetku. Většinou se jednalo o zaměstnance lesních závodů a JZD. Hlídky PPS sloužily společně s pomocníky VB, od konce 60. let společně s příslušníky PS.

### Průvodci k Podhradí nad Dyjí
- Bartušek, Antonín; Kubátová, Taťana: Vranov nad Dyjí, státní zámek, město a okolí, vydáno Praha, Čedok 1952
- Trnka, Jakub: Podyjí, Znojemsko, oblastní turistický průvodce, vydáno Praha, Státní tělovýchovné nakladatelství 1956
- Řepa, Jeroným; Teklý, Vratislav: S pádlem na vodu, vydáno Praha, Státní tělovýchovné nakladatelství 1959
- Mohr, Vladimír: Autem po ČSSR, Čechy, vydáno Praha, Olympia 1973
- Picka, Vladimír: Seznam hotelů v ČSSR, vydáno Praha, Merkur 1975
- Adamec, Vladimír; Frič, Dušan: Československo, průvodce, vydáno Praha, Olympia 1976
- Pernica, Milan: Podyjí a Jihlavské vrchy, průvodce, vydáno Praha, Olympia 1978 (též 1982)
- Kohoutek, František; Davídek, Branislav: Československé řeky, kilometráž, vydáno Praha, Olympia 1990
- David, Petr; Soukup, Vladimír: Podyjí - Znojemsko, vydáno Praha, S & D 1998